# Amanda Seyfried

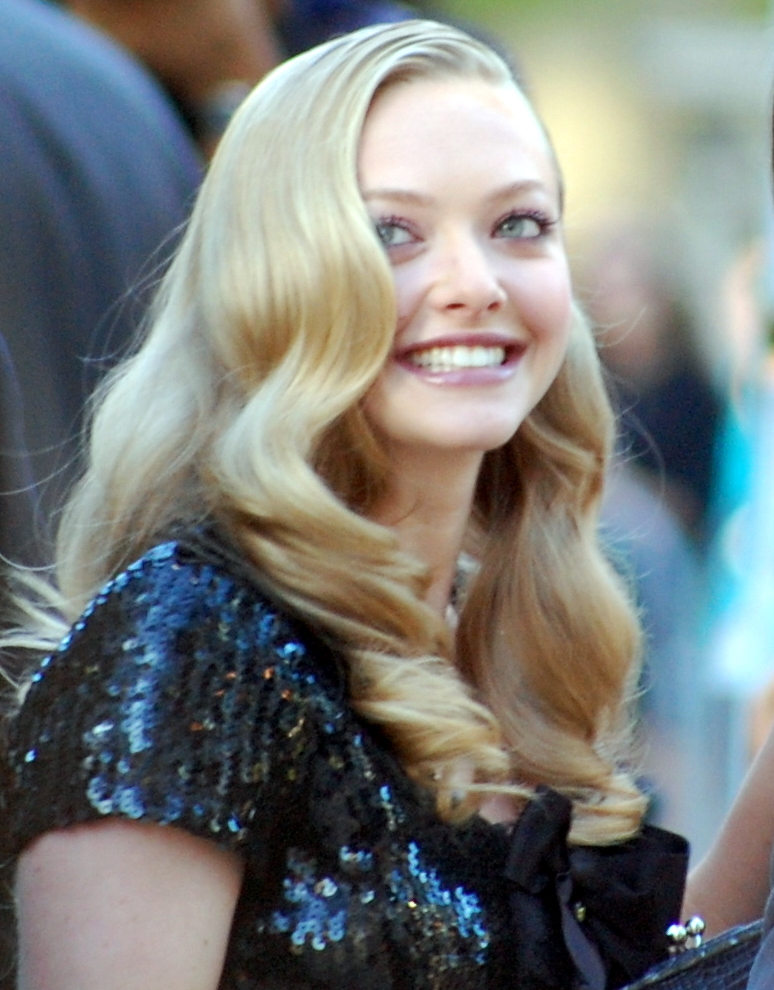
Amanda Seyfried na premierze Chloe w 2009

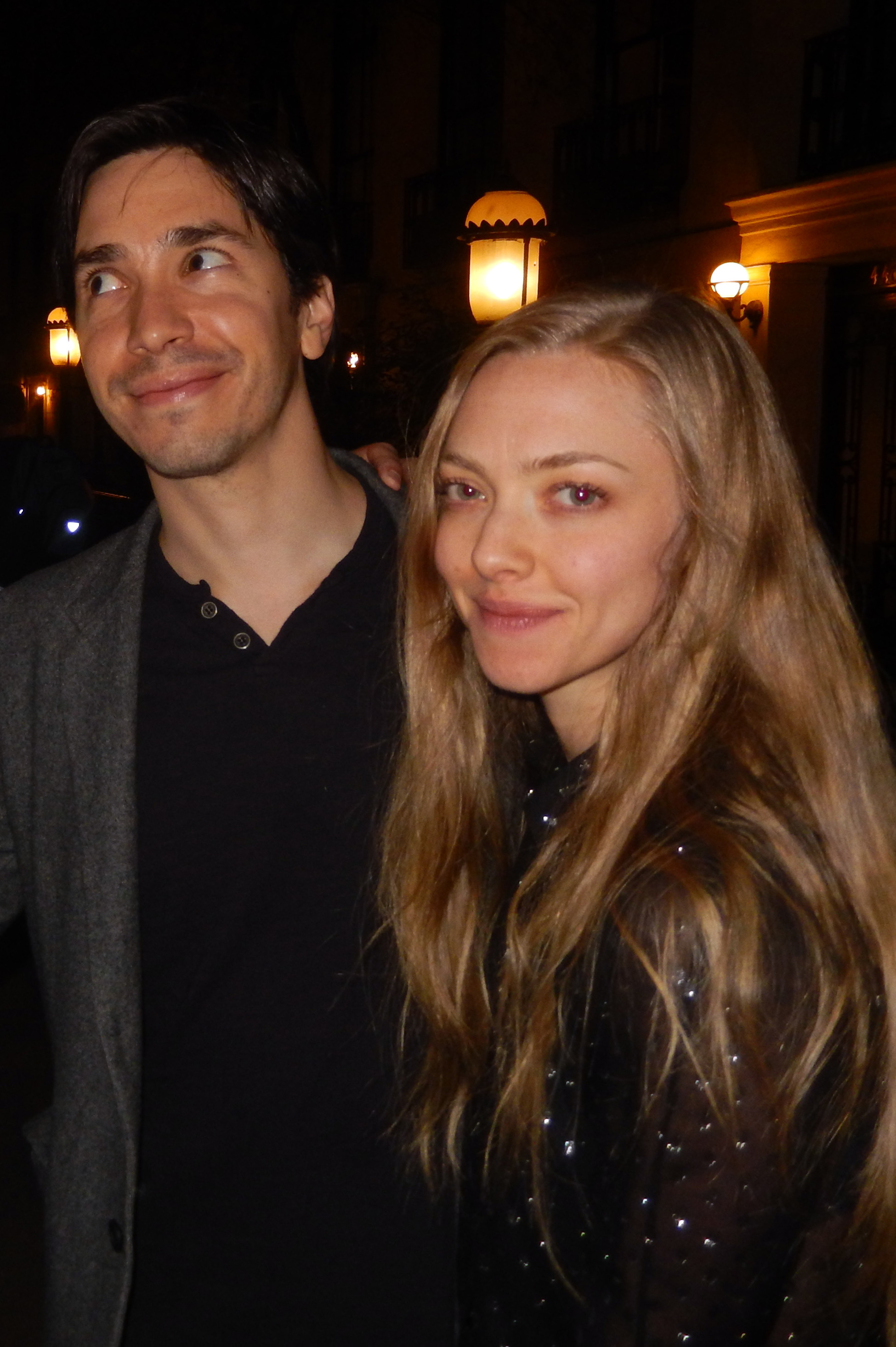
Aktorka w trakcie Tribeca Film Festival w 2015

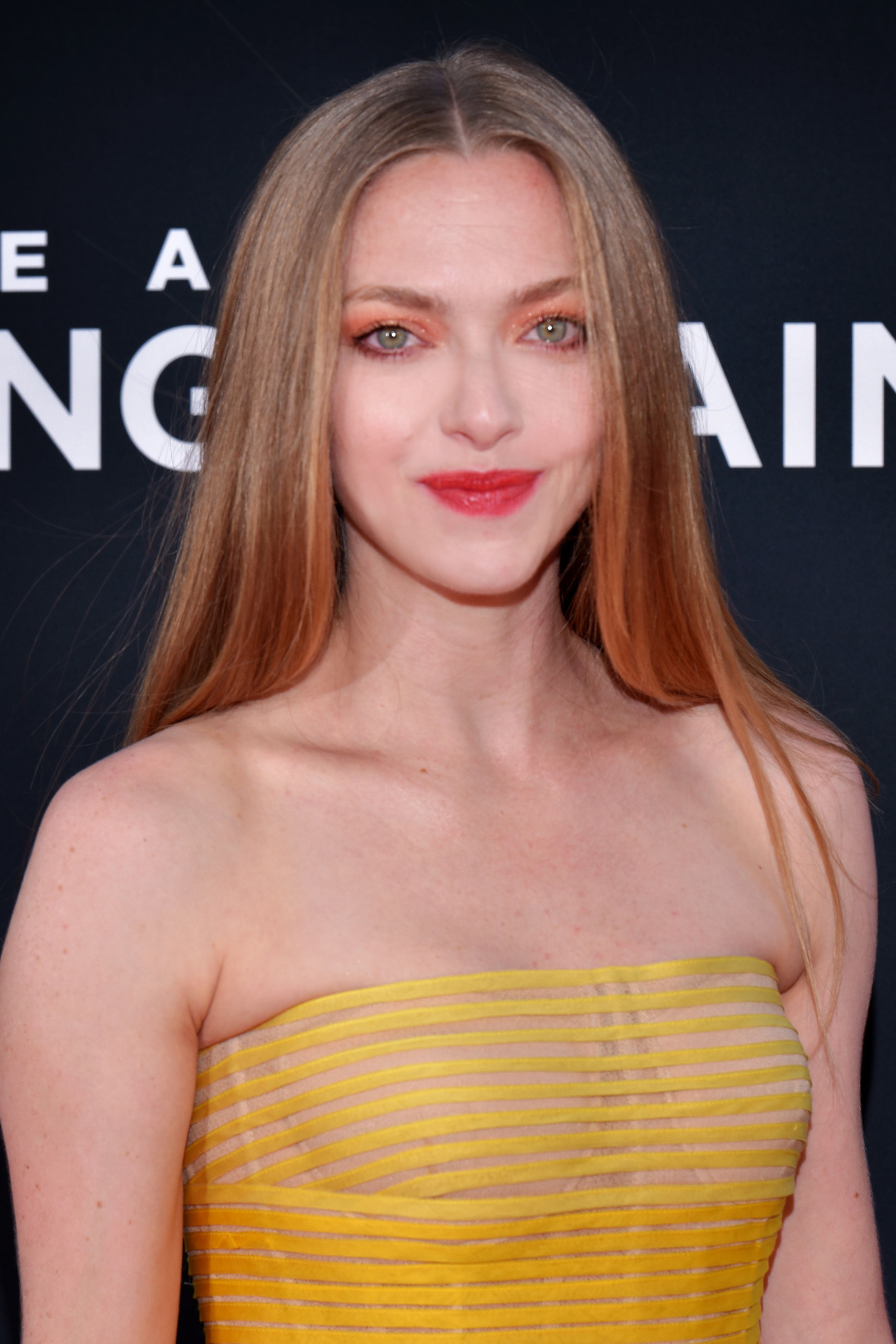
Seyfried na premierze Sztuka ścigania się w deszczu (2019)

Amanda Michelle Seyfried (/ˈsaɪfrɛd/; ur. 3 grudnia 1985 w Allentown) – amerykańska aktorka, nominowana do Oscara za rolę w filmie Mank (2020) oraz nagrodzona Emmy i Złotym Globem za występ w serialu Zepsuta krew (2022). Grała także w filmach: Wredne dziewczyny (2004), Mamma mia! (2008), Listy do Julii (2010), Wciąż ją kocham (2010),  Les Misérables. Nędznicy (2012), Mamma Mia: Here We Go Again! (2018).

## Wczesne lata
Urodziła się w Allentown w Pensylwanii jako córka terapeutki zajęciowej Ann (Sander) i farmaceuty Jacka Seyfrieda. Ma starszą siostrę Jennifer. Jest pochodzenia głównie niemieckiego. Ukończyła William Allen High School w rodzinnym mieście, a następnie zapisała się jesienią 2003 roku na Uniwersytet Fordham, ale nie uczęszczała już na zajęcia, gdy zaoferowano jej rolę w filmie Wredne dziewczyny (2004).

## Przebieg kariery
Kiedy miała 15 lat została zaangażowana do roli Lucindy Marie „Lucy” Montgomery w operze mydlanej As the World Turns.
W 2003 ruszył casting do filmu Wredne dziewczyny, a Seyfried wzięła w nim udział aspirując do pierwszoplanowej roli Reginy George, jednak ostatecznie otrzymała ją Rachel McAdams. Producenci uznali, że lepiej sprawdzi się jako przyjaciółka Reginy – Karen Smith. Jej debiut filmowy stał się przełomem dla niej i dwóch innych występujących w nim aktorek oraz doczekał się nawet statusu filmu kultowego. Po sukcesie Wrednych dziewczyn starała się o tytułową rolę w serialu Weronika Mars, lecz ostatecznie zdobyła ją Kristen Bell. W zamian zaproponowano jej i zagrała jako Lily, zmarła przyjaciółka tytułowej bohaterki. Występowała także gościnnie w serialach, m.in. Prawo i porządek oraz Dr House.
W 2005 wystąpiła w specjalnie napisanej dla siebie roli Samanthy w dramacie Dziewięć kobiet. W tym samym roku wzięła również udział w niezależnym projekcie Broń dla każdego, gdzie zagrała Mouse. W 2006 do swojego dorobku filmowego dopisała rolę Julie Beckley w filmie Alpha Dog.
Zasadniczy przełom w karierze aktorki nastąpił w 2008, gdy po raz pierwszy wystąpiła w głównej roli w ekranizacji musicalu Mamma Mia! pod tym samym tytułem z kultowymi piosenkami zespołu ABBA. Amanda wcieliła się w rolę Sophie, młodej dziewczyny próbującej dociec, który z dawnych kochanków jej matki (Meryl Streep) jest jej ojcem. W następnym roku wystąpiła u boku Julianne Moore w filmie Chloe. W tym samym 2009 w kinach pojawił się horror komediowy Zabójcze ciało, gdzie Seyfried wystąpiła wraz z Megan Fox grając Needy Lesnicky. Ten film miał w północno-amerykańskich kinach kiepskie otwarcie i zebrał mieszane recenzje krytyków, jednak od 2018 roku i na fali ruchu Me Too został doceniony i doczekał się nawet statusu kultowego filmu feministycznego.
W 2010 roku zagrała w filmie na podstawie powieści Nicholasa Sparksa – Wciąż ją kocham, w którym wcieliła się w rolę Savannah. Kilka miesięcy później w kinach pojawił się z kolei film Listy do Julii, w którym zagrała główną bohaterkę Sophie. W 2011 wystąpiła w filmie Wyścig z czasem, gdzie wcieliła się w rolę Sylvii Weis.
Seyfried pojawiła się w 2012 w dramacie Zaginiona, a następnie dołączyła do obsady filmowej adaptacji musicalu Les Misérables, gdzie wystąpiła jako Cosette. Jak później powiedziała, przestała śpiewać mając 17 lat i przygotowując się do roli korzystała z pomocy wokalnego coacha. W tej produkcji wszystkie partie wokalne nagrywane były bezpośrednio na planie za pomocą mikrofonów bezprzewodowych, podkład muzyczny (elektryczne pianino) przekazywany był aktorom przez mikrosłuchawki. Szeroko doceniony musical otrzymał liczne nagrody, w tym osiem nominacji do Oscara wygrywając trzy statuetki.
W 2013 wcieliła się w tytułową rolę Lindy Lovelace w dramacie biograficznym Królowa XXX.
W następnych latach aktorka wystąpiła m.in. w filmach Ted 2 (2015), średnio przyjętym Anon (2018) oraz powtórzyła swoją rolę w kontynuacji ekranizacji musicalu Mamma Mia! pt. Mamma Mia: Here We Go Again! (2018).
W 2020 Amanda Seyfried pojawiła się w roli drugoplanowej, jako aktorka Marion Davies, w dramacie biograficznym Mank w reżyserii Davida Finchera. W 2022 roku zagrała Elizabeth Holmes, założycielkę start-upu Theranos, w miniserialu Zepsuta krew. Za tę rolę otrzymała nagrodę Emmy oraz Złoty Glob.

## Życie prywatne
Przyznała, że cierpi na lęki, zaburzenia obsesyjno-kompulsywne oraz ataki paniki.
W latach 2008–2009 była w związku z aktorem Dominikiem Cooperem, a od 2013–2015 z aktorem Justinem Longiem. Na początku 2016 roku związała się z aktorem Thomasem Sadoskim, z którym pracowała na planie filmu Ostatnie słowo. 12 września 2016 ogłosili swoje zaręczyny, a 12 marca 2017 wzięli ślub. Mają dwoje dzieci: córkę Ninę (ur. 2017) i syna Thomasa (ur. 2020). 
Jest członkinią zarządu International Network for Aid, Relief and Assistance (INARA), która zajmuje się świadczeniem usług medycznych dla dzieci rannych w strefach wojennych, ze szczególnym uwzględnieniem dzieci uchodźców z Syrii dotkniętych syryjską wojną domową.

## Filmografia

### Filmy
| Rok  | Film                                                 | Rola                   | Uwagi       |
| ---- | ---------------------------------------------------- | ---------------------- | ----------- |
| 2004 | Wredne dziewczyny                                    | Karen Smith            |             |
| 2005 | Dziewięć kobiet                                      | Samantha               |             |
| 2005 | Broń dla każdego                                     | Mouse                  |             |
| 2006 | Alpha Dog                                            | Julie Beckley          |             |
| 2006 | Gypsies, Tramps & Thieves                            | Chrissy                | krótkometr. |
| 2008 | Przesilenie                                          | Zoe                    |             |
| 2008 | Mamma Mia!                                           | Sophie Sheridan        |             |
| 2008 | Official Selection                                   | Emily                  | krótkometr. |
| 2009 | Boogie Woogie                                        | Paige Oppenheimer      |             |
| 2009 | Zabójcze ciało                                       | Anita „Needy” Lesnicki |             |
| 2009 | Chloe                                                | Chloe Sweeney          |             |
| 2010 | Wciąż ją kocham                                      | Savannah Curtis        |             |
| 2010 | Listy do Julii                                       | Sophie Hall            |             |
| 2011 | Dziewczyna w czerwonej pelerynie                     | Valerie                |             |
| 2011 | Ciężko doświadczeni                                  | Amanda                 |             |
| 2011 | Wyścig z czasem                                      | Sylvia Weis            |             |
| 2012 | Zaginiona                                            | Jill Conway            |             |
| 2012 | Les Misérables. Nędznicy                             | Cosette                |             |
| 2012 | The Minutes                                          | Sylvia Weis            |             |
| 2013 | The End of Love                                      | Amanda                 | cameo       |
| 2013 | Wielkie wesele                                       | Missy O’Connor         |             |
| 2013 | Królowa XXX                                          | Linda Lovelace         |             |
| 2014 | Dog Food                                             | Eva                    | krótkometr. |
| 2014 | Ta nasza młodość                                     | Darby                  |             |
| 2014 | Milion sposobów, jak zginąć na Zachodzie             | Louise                 |             |
| 2015 | Ted 2                                                | Samantha Jackson       |             |
| 2015 | Piotruś: Wyprawa do Nibylandii                       | Mary                   |             |
| 2015 | Ojcowie i córki                                      | Kate Davis             |             |
| 2015 | Kochajmy się od święta                               | Ruby                   |             |
| 2016 | Found Narratives                                     | Modelka                |             |
| 2017 | The Last Word                                        | Anne Sherman           |             |
| 2017 | The Clapper                                          | Judy                   |             |
| 2017 | Pierwszy reformowany                                 | Mary                   |             |
| 2018 | Mamma Mia: Here We Go Again!                         | Sophie Sheridan        |             |
| 2018 | Raz się żyje                                         | Sunny                  |             |
| 2018 | Anon                                                 | Dziewczyna             |             |
| 2018 | Holy Moses                                           | Mary                   |             |
| 2018 | When You Wish Upon a Pickle: A Sesame Street Special | Natalie Neptune        |             |
| 2019 | Sztuka ścigania się w deszczu                        | Avery „Eve” Swift      |             |
| 2020 | Scooby-Doo!                                          | Daphne Blake           |             |
| 2020 | Mank                                                 | Marion Davies          |             |
| 2020 | Powinniście odejść                                   | Susanna                |             |
| 2021 | Łapiąc oddech (A Mouthful of Air)                    | Julie Davis            |             |
| 2021 | Co widać i słychać (Things Heard & Seen)             | Catherine Clare        |             |
| 2021 | Birdwatching                                         | Młoda kobieta          | krótkometr. |
| 2022 | Skin & Bone                                          | Serene                 | krótkometr. |
| 2023 | Siedem zasłon (Seven Veils)                          | Jeanine                |             |
| 2024 | I Don't Understand You                               | Candice                |             |

### Seriale
| Rok       | Serial                             | Rola               | Uwagi                                |
| --------- | ---------------------------------- | ------------------ | ------------------------------------ |
| 1999–2001 | As the World Turns                 | Lucy Montgomery    | w gł. obsadzie                       |
| 2003      | Wszystkie moje dzieci              | Joni Stafford      | 3 odc.                               |
| 2004      | Prawo i porządek: sekcja specjalna | Tandi McCain       | odc. Outcry                          |
| 2004–2006 | Weronika Mars                      | Lilly Kane         | 11 odc.                              |
| 2005      | Dr House                           | Pam                | odc. Detox                           |
| 2006      | Rączy Wildfire                     | Rebecca            | 5 odc.                               |
| 2006      | CSI: Kryminalne zagadki Las Vegas  | Lacey Finn         | odc. Rashomama                       |
| 2006      | Justice                            | Ann Diggs          | odc. Pretty Woman                    |
| 2006–2011 | Trzy na jednego                    | Sarah Henrickson   | 44 odc.                              |
| 2008      | Amerykański tata                   | Amy (głos)         | odc. Escape from Pearl Bailey        |
| 2014      | Cosmos: A Spacetime Odyssey        | Marie Tharp (głos) | odc. The Lost Worlds of Planet Earth |
| 2017      | Miasteczko Twin Peaks              | Becky Burnett      | 4 odc.                               |
| 2018      | Głowa rodziny                      | Ellie              | odc. Boy (Dog) Meets Girl (Dog)      |
| 2022      | Zepsuta krew                       | Elizabeth Holmes   | w gł. obsadzie                       |
| 2023      | W tłumie                           | Rya                | w gł. obsadzie                       |

### Dyskografia
Ścieżki dźwiękowe i piosenki:
- 2008: Mamma Mia! The Movie Soundtrack
- 2010: „Amanda's Love Song” z albumu PostTheLove
- 2010: „Little House” ze  ścieżki dźwiękowej Wciąż ją kocham
- 2011: „Li'l Red Riding Hood” ze ścieżki dźwiękowej Dziewczyna w czerwonej pelerynie
- 2012: Les Misérables: Highlights from the Motion Picture Soundtrack
- 2018: Mamma Mia! Here We Go Again: The Movie Soundtrack